# Список умерших в 858 году

## Январь
- 13 января — Этельвульф, король Уэссекса (839—858).

## Февраль
- 13 февраля — Кеннет I, король Дал Риады (ок. 840/841—858), король пиктов (843—858), родоначальник династии Макальпинов[1].

## Апрель
- 17 апреля — Бенедикт III, Папа Римский (855—858).

## Октябрь
- 7 октября — Император Монтоку, 55-й император Японии (850—858).
- 17 октября — Ибн ас-Сиккит, арабский языковед и грамматик.

## Дата смерти неизвестна или требует уточнения
- Изембарт, граф Отёна, Шалона, Дижона и Макона (853—858), граф Барселоны, Жероны, Ампурьяса и Руссильона (850—852), маркиз Готии (849—852)[2].
- Ли Шанъинь, китайский поэт[3].